# Albizzi
Albizzi o Albizi fue una 

Escudo de la familia Albizzi.

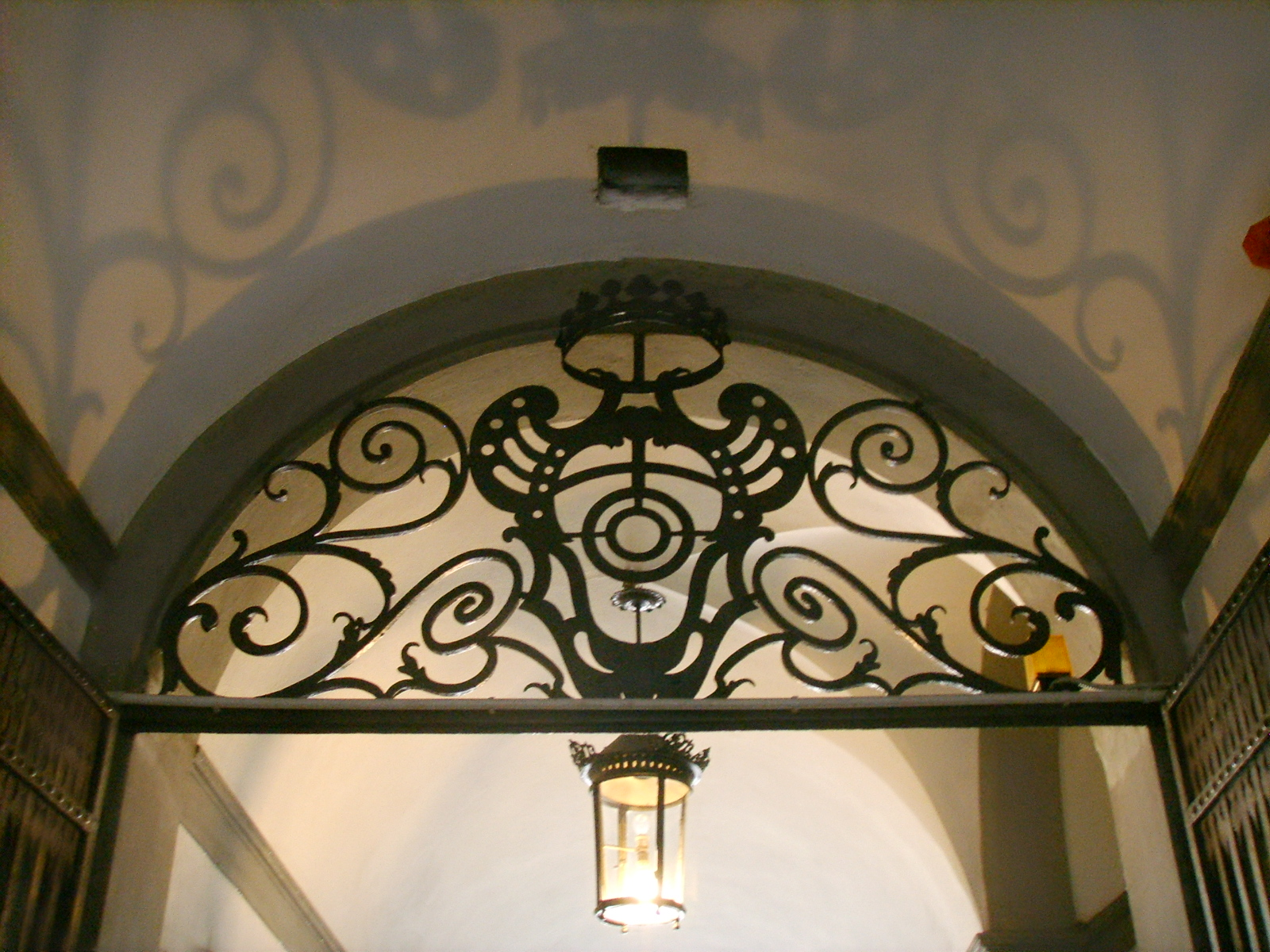
Palacio de Albizzi.

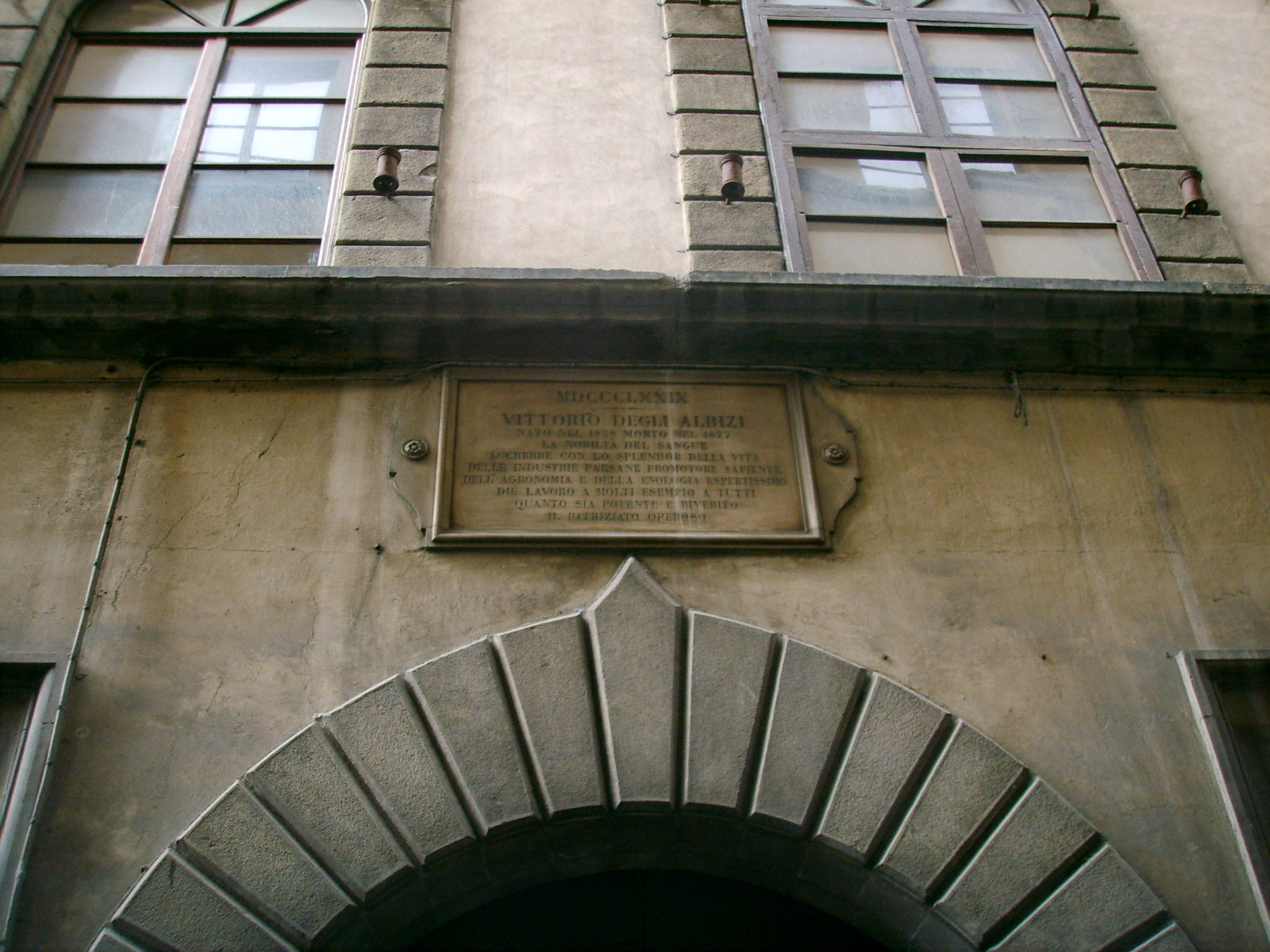
Lápida que recuerda a Vittorio degli Albizi, Palazzo Albizi.

familia florentina cuyo fundador fue Raimondino, de origen alemán, llegado a Italia a finales del siglo XII, y establecido en Arezzo, de donde sus descendientes posteriormente pasaron a Florencia. Los Albizzi, ricos mercaderes de lana, y jefes de una facción de los güelfos ostentaron mucho poder y los máximos cargos ciudadanos sobre todo en el siglo XIV. Como miembros de la facción güelfa se opusieron en Corso Donati a la tiranía del Duque de Atene y mantuvieron largas escaramuzas con la familia Ricci. 
Fueron apartados del poder con la revuelta de los ciompi, en 1378, y retornaron a la vida política de Florencia con Maso de Albizzi, confaloniero de justicia, sucedido por su hijo Rinaldo en 1417.

## Principales miembros de la familia
- Piero de Albizzi, capitán de los güelfos, fue ajusticiado por sospecha de conspiración contra los ciompi.
- Maso de Albizzi, (1343-1417), sobrino del anterior, recuperó la fortuna de la casa tomando parte de la conquista de Pisa, de donde regresó victorioso.
- Rinaldo degli Albizzi (1370-1442), hijo de Maso, político florentino responsable del exilio de Cosme de Médici.
- Luca de Albizzi (1382-1458), hermano de Rinaldo, fue en cambio partidario de los Médici, convirtiéndose en uno de sus hombres de confianza después del regreso de Cosme a Florencia, obteniendo encargos de importancia como embajador ante Milán, Roma, y Venecia. Fue confaloniero de justicia (1442) y el más representativo miembro del Consejo de los diez.
- Bartolomé Albizzi (1300 -1361) sacerdote franciscano conocido por sus obras de hagiografía.
- Giovanna degli Albizzi (1468-1488) fue una joven de la alta burguesía florentina del Quattrocento, que a pesar de su prematuro fallecimiento fue representada en numerosas obras de Domenico Ghirlandaio y Sandro Botticelli.
- También pertenecieron a la familia numerosos poetas del Trecento cercanos a Petrarca, como Matteo de Albizzi y Franceschino de Albizzi.

## Castillo de Nipozzano

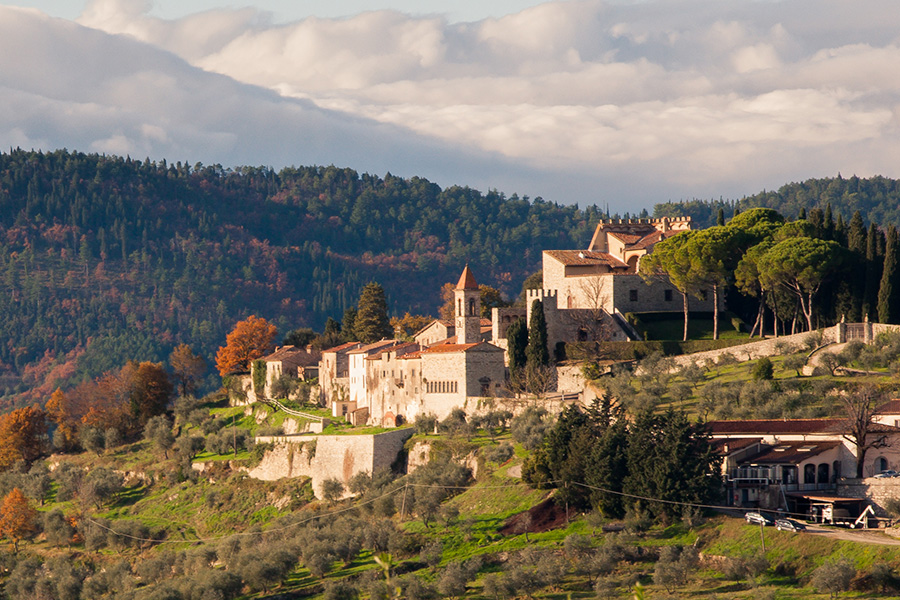
Castillo de Nipozzano, vista desde la vía principal

De la familia rica de los Cerchi que lo tenía desde 1283, involucrada en la lucha por el control de Florencia, el castillo de Nipozzano pasó como posesión a la familia Albizzi, aliados de los Cerchi. Esta familia se convirtió en un corto periodo de tiempo en una de las familias más ricas de Florencia. Hacia el final del siglo XIV, siendo propiedad de los Albizzi, el castillo tuvo su periodo de máximo esplendor. Fue transformado en una vivienda de campo, convirtiéndose en el lugar de encuentro de artistas y literatos. La familia Albizzi se enfrentó a la familia rival de los Médici, teniendo que huir del castillo al ser derrotada.
De la vivienda de los Albizzi quedan todavía elementos arquitectónicos referenciales al siglo XV. El castillo fue embellecido posteriormente hasta el siglo XVII.

## En la ficción
En octubre de 2016, Rinaldo degli Albizzi es interpretado por el actor Lex Shrapnel, Ormanno degli Albizzi por el actor Eugenio Franceschini, Maso degli Albizzi fue interpretado por el actor Gerolamo Alchieri y Alessandra Albizzi fue interpretada por la actriz Valentina Cervi en la miniserie Medici: Masters of Florence.